# 肖肖尼国家森林
肖肖尼国家森林（英語：Shoshone National Forest，/ʃoʊˈʃoʊniː/）是美国首个受联邦保护的国家森林，面积约2.5 × 106英畝（10,000平方），地处美国怀俄明州。它原先是黄石公园林地自然保护区的一部分，由美国国家森林局管理。